# Chesiadodes polingi
Chesiadodes polingi är en fjärilsart som beskrevs av Samuel E. Cassino 1927. Chesiadodes polingi ingår i släktet Chesiadodes och familjen mätare. Inga underarter finns listade i Catalogue of Life.